# 옌테현
옌테현(베트남어: Huyện Yên Thế / 縣安世)은 베트남 동북부 지방 박장성의 9개의 현 중 하나이다. 2003년을 기준으로 이 지역의 인구는 91,934명이다.  이 현의 면적은 301 km2이며, 현도는 까오트엉 시진에 있다.

## 행정 구역
옌테현은 2개의 시진과 20개의 사를 관할하고 있다.

### 시진
- 폰쓰엉 시진 (Thị trấn Phồn Xương, 蕃昌市鎭)
- 보하 시진 (Thị trấn Bố Hạ, 布下市鎭)

### 사
- 안트엉 사 (Xã An Thượng, 安上社)
- 까인너우 사 (Xã Canh Nậu, 耕耨社)
- 동휘우 사 (Xã Đồng Hưu, 同休社)
- 동끼 사 (Xã Đồng Kỳ, 同奇社)
- 동락 사 (Xã Đồng Lạc, 同樂社)
- 동선 사 (Xã Đông Sơn, 東山社)
- 동떰사 (Xã Đồng Tâm, 同心社)
- 동띠엔 사 (Xã Đồng Tiến, 同邊社)
- 동브엉 사 (Xã Đồng Vương, 同王社)
- 홍끼 사 (Xã Hồng Kỳ, 紅旗社)
- 흐엉비 사 (Xã Hương Vĩ, 香尾社)
- 땀히엡 사 (Xã Tam Hiệp, 三協社)
- 땀띠엔 사 (Xã Tam Tiến, 三邊社)
- 떤히엡 사 (Xã Tân Hiệp, 新協社)
- 떤소이 사 (Xã Tân Sỏi, 新磊社)
- 띠엔탕 사 (Xã Tiến Thắng, 邊勝社)
- 쑤언르엉 사 (Xã Xuân Lương, 春良社)